# Distretto di Kežmarok
Il distretto di Kežmarok (okres Kežmarok) è un distretto della regione di Prešov, nella Slovacchia orientale.
Fino al 1918, il distretto era quasi interamente contenuto nella contea ungherese di Spiš, eccetto una piccola area nelle Colline di Levoča (Levočské vrchy) vicino al fiume Torysa, che formava parte della contea di Šariš.

## Geografia antropica
Il distretto è composto da 3 città e 39 comuni:

### Città
- Kežmarok
- Spišská Belá
- Spišská Stará Ves

### Comuni
- Abrahámovce
- Bušovce
- Červený Kláštor
- Havka
- Holumnica
- Hradisko
- Huncovce
- Ihľany
- Javorina
- Jezersko
- Jurské
- Krížová Ves
- Lechnica

- Lendak
- Ľubica
- Majere
- Malá Franková
- Malý Slavkov
- Matiašovce
- Mlynčeky
- Osturňa
- Podhorany
- Rakúsy
- Reľov
- Slovenská Ves
- Spišské Hanušovce

- Stará Lesná
- Stráne pod Tatrami
- Toporec
- Tvarožná
- Veľká Franková
- Veľká Lomnica
- Vlková
- Vlkovce
- Vojňany
- Vrbov
- Výborná
- Zálesie
- Žakovce